# Tinker Bell (Schiff, 2001)
Die Tinker Bell (bis Dezember 2022 Peter Pan) ist ein RoPax-Fährschiff der deutschen Fährschiffreederei TT-Line. Das Schiff ist das erste des Unternehmens, das diesen Namen trägt. Die Tinker Bell ist in Schweden registriert, ihr Heimathafen ist Trelleborg. Der Germanische Lloyd hat sie klassifiziert.

## Geschichte

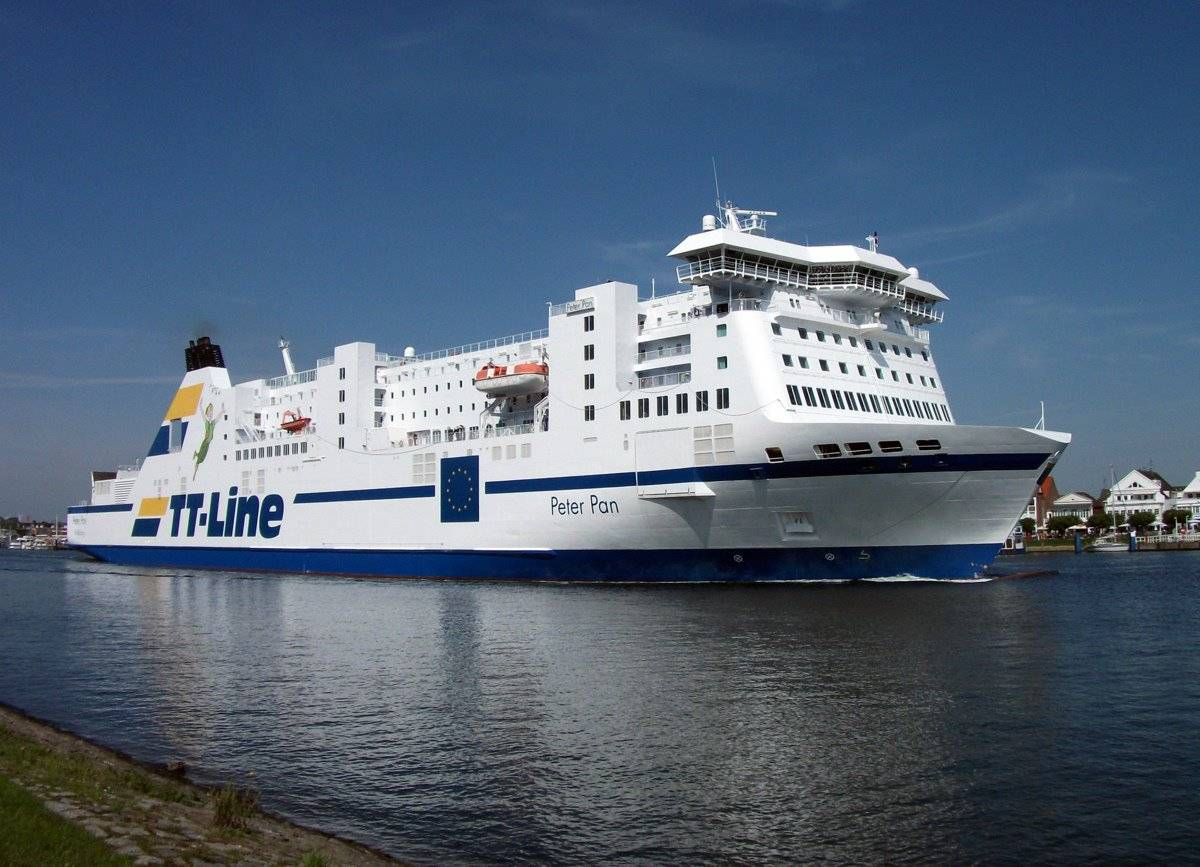
Als Peter Pan in ursprünglicher Ausführung bei Ausfahrt in Travemünde

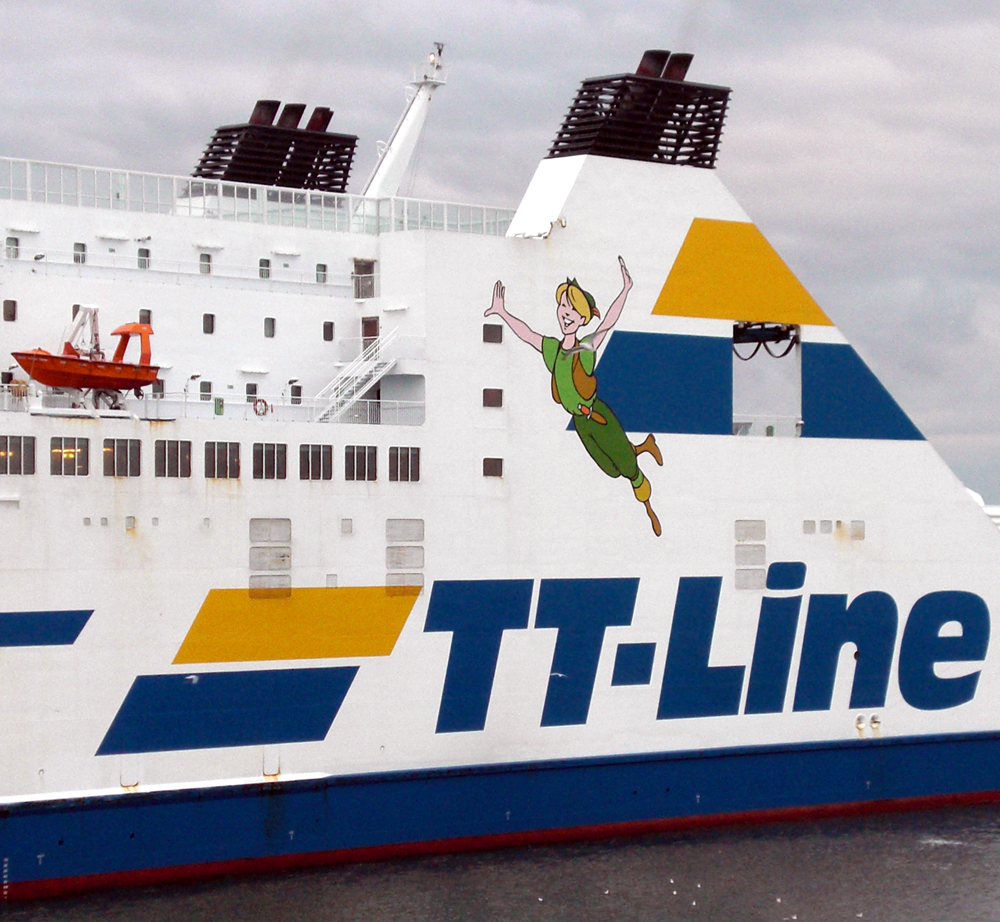
Als Peter Pan mit beidseitig angebrachten Abbildungen ihres Namensgebers

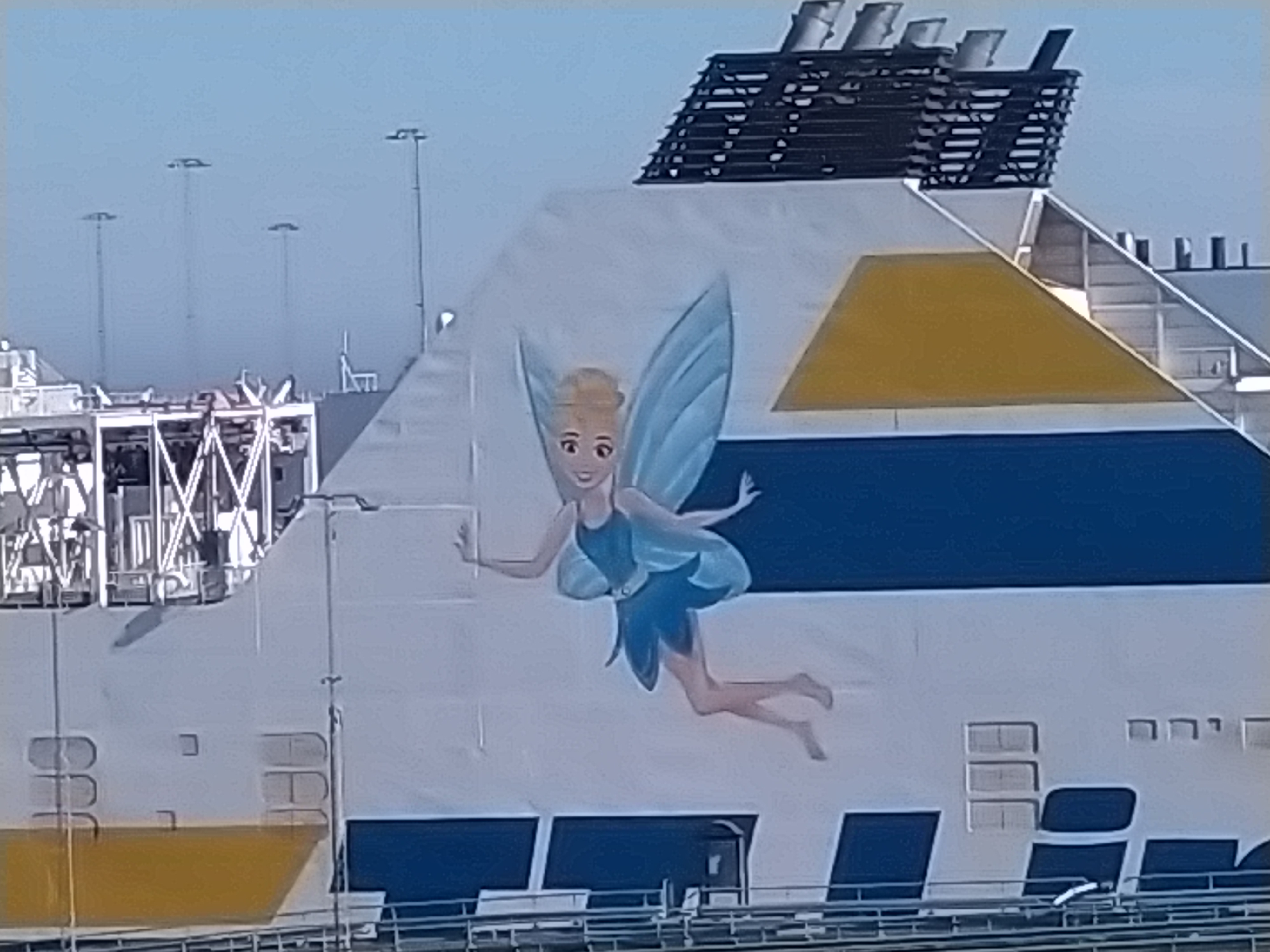
Als Tinker Bell mit beidseitig angebrachten Abbildungen ihrer Namensgeberin

Die Verwendung der Märchenfiguren Peter Pan und Nils Holgersson und weiterer Märchenfiguren für die Benennung ihrer Schiffe folgt einer Tradition der TT-Line, die bis in die Gründungsjahre zurückgeht. Die  fünfte Peter Pan wurde am 4. September 2000 bei der SSW Fähr- und Spezialschiffbau GmbH in Bremerhaven auf Kiel gelegt. Am 3. März 2001 folgte der Stapellauf. Probleme mit der Antriebsanlage verschoben die ursprünglich für August 2001 geplante Ablieferung des Schiffes auf den 26. Oktober 2001. Die Schiffstaufe erfolgte am 3. November 2001 durch Evelyn Jenckel. Anschließend nahm das Schiff den Liniendienst auf.
Ab Mitte Dezember 2017 wurde das Schiff bei German Dry Docks in Bremerhaven um 30 Meter auf etwa 220 Meter verlängert und erhielt einen neuen Wulstbug. Das Deck 5, das vor dem Umbau im Heckbereich offen war, wurde mit einem Schutzdeck überbaut. Dies erhöhte die Ladekapazität um 25 Prozent und verringerte die Emissionen pro Ladeeinheit um 25 Prozent. Die Mittelschiffsektion wurde bei Pella Sietas gebaut. Gleichzeitig wurde der Vordersteven des Bugs eingekürzt, um die Übersichtlichkeit für die Schiffsführung zu verbessern. Nach mehrfachen Verzögerungen beim Umbau ging die Peter Pan am 30. Mai 2018 wieder in Dienst.
Im November 2022 übernahm TT-Line von einer chinesischen Werft die neue Peter Pan. Die bisherige Peter Pan wurde daraufhin in Tinker Bell (nach der gleichnamigen Elfe aus der Erzählung um Peter Pan) umbenannt.

## Maschinenanlage und Antrieb
Aufgrund der relativ engen Platzverhältnisse in den Maschinenräumen, muss die Gesamtleistung der dieselelektrischen Maschinenanlage von insgesamt fünf Dieselmotoren erzeugt werden. Die vier MaK-M43-Motoren laufen mit einer Drehzahl von 500/min und sind mit Siemens-Generatoren des Typs 1DK4839-6BE06-L gekoppelt. Sie erzeugen eine elektrische Leistung von insgesamt 26.170 kVA. Der MaK-M32-Dieselmotor treibt mit 600/min einen Generator des Typs Siemens 1DK4839-6BE05-L an, der weitere 2.760 kVA erzeugt.
Die Tinker Bell gehört zu den ersten Fährschiffen, die mit Propellergondeln von Siemens-Schottel (Propulsor) angetrieben werden. Die Besonderheit der eingesetzten Gondeln des Typs SSP 10 ist die Auslegung mit je einem Zug- und einem Schubpropeller pro Gondel. Jeder 3-Blatt-Propeller hat einen Durchmesser von circa 4,5 m und besteht aus einer Nickel-Aluminium-Kupfer-Zinn-Legierung. Um die Stabilität zu gewährleisten, führt die Peter Pan etwa 2.640 m³ Wasser in Ballasttanks mit sich. Zur Dämpfung von Rollbewegungen ist das Schiff mit einem Paar Flossenstabilisatoren des Typs Blohm + Voss-S700 ausgestattet. Als Manövrierhilfe sind im Bugbereich zwei Querstrahlsteueranlagen des norwegischen Herstellers Brunvoll installiert. Die Anlagen arbeiten mit Verstellpropellern, die mit einer konstanten Drehzahl von 249/min laufen.

## Einsatz
Die Tinker Bell verkehrt gemeinsam mit dem Schwesterschiff Akka auf der Ostsee zwischen Travemünde (Deutschland) und Trelleborg (Schweden). Die Fahrzeit mit den heutigen Fähren beträgt zwischen siebeneinviertel und neuneinhalb Stunden. Seit 2013 wurden mit der Peter Pan auch vereinzelt Abfahrten aus Rostock angeboten. Darüber hinaus verkehren auf dieser Route zwei weitere Fährschiffe der Robin-Hood-Klasse, die Robin Hood und die Nils Dacke, vorwiegend für den Ladungsverkehr.

## Kabinen und Bordeinrichtungen
Das Schiff bietet Platz für bis zu 744 Passagiere. Die Kabinen sind in unterschiedliche Kategorien aufgeteilt und befinden sich auf den Decks 8 und 9. Hier befinden sich auch die öffentlichen Bereiche des Schiffes wie Konferenzräume, ein Restaurant, eine Lounge und ein Kino. Darüber hinaus sind Einkaufsmöglichkeiten, ein Spielkasino und ein Fitnessbereich vorhanden.
Die Stellplätze für Fahrzeuge liegen auf drei Decks unterhalb der für Passagiere zugänglichen Bereiche. Die Parkspuren haben eine Gesamtlänge von 2685 m (sog. „Lademeter“). Die Zufahrt auf das Schiff erfolgt in der Regel über zwei Ebenen, jeweils zwei übereinander liegende Rampen am Heck, sowie am Bug über ein Bugvisier und ein seitliches Ladetor. Hierfür befinden sich in beiden Häfen entsprechende Auffahrrampen zum oberen Fahrzeugdeck. Schwenkbare Rampen im Inneren des Schiffs verbinden die Wagendecks außerdem miteinander und bilden in geschlossenem Zustand eine wasserdichte Sektion.

## Zwischenfälle
- Nur wenige Tage nach der Indienststellung kollidierte das Schiff während des Auslaufens bei schwerem Wetter in Trelleborg mit dem Pier.
- Am 29. Januar 2004 fiel die Antriebsanlage auf der Steuerbordseite aus. Während eines zweiwöchigen Werftaufenthaltes bei Blohm + Voss in Hamburg wurde der Schaden behoben.
- Am 13. Mai 2004 kam es zum Ausfall des Backbordantriebs. Die Propellergondel wurde bei Blohm + Voss demontiert. Anschließend ging das Schiff mit nur noch einer Antriebseinheit in den Einsatz. Die Fahrten mussten jedoch mit Schleppbegleitung durchgeführt werden. Ende September 2004 wurde im Trockendock der Neptun-Werft in Rostock ein Ersatzantrieb eingebaut. Der ursprünglich montierte Antrieb konnte erst im Frühjahr 2006 auf der Öresund-Werft in Landskrona (Schweden) wieder installiert werden. Nach erfolgreichen Probefahrten nahm die Peter Pan am 23. April 2006 den Fährbetrieb wieder auf.
- Am 28. Oktober 2013 riss sich das Heck der Peter Pan durch starken Wind des Orkan Christian vom Anleger im Hafen Trelleborg los. Dabei drehte sich die Fähre, bis das Heck auf der gegenüberliegenden Pier auflag, wodurch eine der beiden Propellergondeln beschädigt wurde.[10] Das Heck musste mit einem Schlepper von der Pier gezogen werden.[11] Danach fuhr die Fähre aus eigener Kraft zur Reparatur in die Werft von Landskrona.[10]
- Am 9. Juli 2019 kam es im Maschinenraum der Fähre zu einem Brand infolge eines Maschinenschadens (Bruch einer Pleuelstange in einem Dieselmotor)[12], der mit Bordmitteln gelöscht werden konnte. Die Fähre, die sich auf dem Weg von Rostock nach Travemünde befand, wurde mit Schlepperhilfe nach Travemünde gebracht.[13]
- Im Juli 2024 kam es an Bord zu einem Maschinenausfall[14]